# Il diavolo nell'abisso
Il diavolo nell'abisso (Devil and the Deep) è un film del 1932 diretto da Marion Gering e basato sul romanzo Sirenes et Tritons di Maurice Larrouy.
È il primo film hollywoodiano dell'attore Charles Laughton.

## Trama
Nordafrica. Il comandante di sottomarini Charles Sturm sospetta che l'affascinante moglie Diana lo tradisca con il tenente Jaeckel, e lo fa quindi trasferire. Nonostante Diana si professi innocente e si sottoponga ai falliti e umilianti tentativi del marito di smascherarne l'infedeltà, nessuna prova è sufficiente a scalfire l'incrollabile convinzione di Sturm, la cui gelosia è alimentata da un disturbo paranoico che il comandante si ostina a non voler curare. Una sera, dopo l'ennesima vessazione, Diana esce di casa e si imbatte in un aitante giovanotto, con cui passa la nottata. Entrambi non rivelano all'altro le rispettive identità. La mattina dopo, benché innamorata dello sconosciuto appena incontrato, Diana decide di troncare la relazione. Poco dopo, Diana scopre con orrore che il sostituto del tenente Jaeckel è il tenente Sempter, lo stesso uomo con cui lei ha passato la notte d'amore.
Sturm comincia immediatamente a sospettare - stavolta a ragione - che Diana abbia intrecciato una relazione con Sempter, e dopo avere trovato un convincente indizio del tradimento, progetta una terribile vendetta. La sera in cui il sottomarino di Sturm deve salpare, Diana si reca a bordo per avvisare Sempter delle intenzioni di Sturm. Ma il comandante decide inaspettatamente di salpare prima del tempo, mentre la moglie è ancora a bordo. Una volta ottenuta dai due amanti la confessione del tradimento, Sturm provoca deliberatamente lo scontro tra il sottomarino e una nave. Il sottomarino affonda, e Sturm accusa Sempter di essere il responsabile dell'incidente. Contemporaneamente sabota la radio del sottomarino nel tentativo folle di far morire con lui l'intero equipaggio, inclusi Diana e Sempter. Il quale, però, con l'aiuto di Diana convince l'equipaggio della follia del capitano, e conduce un ammutinamento che porta al salvataggio di tutti - tranne che di Sturm, che si chiude nel suo scompartimento e muore affogato dopo aver preso ad accettate un ritratto di Diana.
Tempo dopo, una volta che Sempter è stato scagionato dalla maggior parte delle accuse mossegli a seguito dell'affondamento del sottomarino, Sempter e Diane si incontrano nuovamente e riprendono felicemente la loro relazione.